# وليم بالمر (روائي)
وليم بالمر (بالإنجليزية: William Palmer)‏ (1943)؛ مؤرخ وروائي أمريكي.